# 維多琳路口 (亞利桑那州)
維多琳路口（英語：Victorine）是位於美國亞利桑那州可可尼諾縣的一個非建制地區。該地的面積和人口皆未知。

## 地理
維多琳路口的座標為34°34′16″N 111°04′05″W / 34.57111°N 111.06806°W，而該地的平均海拔高度為2001米（即6565英尺）。